# إمساك
الإمساك، المعروف أيضًا باسم عسر التغوط (بالإنجليزية: Constipation)‏ هو ضعف في الأمعاء يجعل حركات الأمعاء غير منتظمة أو يصعب تمريرها. غالبًا ما يكون البراز صلبًا وجافًا. قد تشمل الأعراض الأخرى آلام البطن، الانتفاخ، والشعور كما لو أن المرء لم يمرر البراز تمامًا. قد تشمل المضاعفات الناجمة عن الإمساك البواسير، الشق الشرجي، أو انحشار برازي. يتراوح التردد الطبيعي لحركات الأمعاء لدى البالغين بين ثلاثة في اليوم وثلاثة في الأسبوع. غالبا ما يكون لدى الأطفال من ثلاث إلى أربع حركات أمعاء يوميا بينما عادة ما يكون لدى الأطفال الصغار من اثنين إلى ثلاثة في اليوم.
الإمساك له العديد من الأسباب. تشمل الأسباب الشائعة بطء حركة البراز داخل القولون، متلازمة القولون العصبي، واضطرابات قاع الحوض. تشمل الأمراض المرتبطة الأساسية قصور الغدة الدرقية، السكري، مرض باركنسون، الداء البطني، حساسية الغلوتين-غير السيلياك، نقص فيتامين بي12، سرطان القولون، التهاب الردب، وداء الأمعاء الالتهابي. تشمل الأدوية المرتبطة بالإمساك أشباه أفيونيات، بعض مضادات الحموضة، حاصرات قنوات الكالسيوم، ومضادات الكولين. من بين أولئك الذين يتناولون المواد شبه الأفيونية يصاب حوالي 90٪ بالإمساك. الإمساك أكثر إثارة للقلق عندما يكون هناك فقدان للوزن أو فقر دم، دم موجود في البراز، هناك تاريخ من مرض التهاب الأمعاء أو سرطان القولون في عائلة الشخص، أو يكون له بداية جديدة في الأشخاص الأكبر سنا.
يعتمد علاج الإمساك على السبب الكامن ومدة وجوده. تشمل التدابير التي قد تساعد شرب ما يكفي من السوائل، تناول المزيد من الألياف، استهلاك العسل وممارسة الرياضة. إذا لم يكن هذا فعالا، فقد يوصى بالمُسهلات، مطهرات البراز، أو نوع الملينات التشحيمية. عادة ما يتم حجز المسهلات المنشطة عندما تكون الأنواع الأخرى غير فعالة. قد تشمل العلاجات الأخرى الارتجاع البيولوجي أو في حالات نادرة الجراحة.
في عموم السكان، تتراوح معدلات الإمساك بين 2–30 في المائة. بين كبار السن الذين يعيشون في دار رعاية، يتراوح معدل الإمساك بين 50–75 في المائة. ينفق الناس، في الولايات المتحدة، أكثر من 250 مليون دولار أمريكي على أدوية الإمساك سنويا.

## أسباب
يمكن تقسيم أسباب الإمساك لأسباب تعود لعيوب خلقية، أسباب أولية أو أسباب ثانوية. الأسباب الأكثر شيوعًا للإمساك هي أسباب أولية والتي لا تشكّل خطرًا حياتيًا. أما في كبار السن، فقد تشمل الأسباب: استهلاك كمية غير كافية من الألياف الغذائية، استهلاك سوائل غير كافي (شرب الماء 2 لتر في اليوم في الشتاء وأكثر من ذلك في الصيف) ، قلة الحركة عموما و النشاط البدني، أو يكون من أعراض جانبية لأدوية، أو قصور الدرقيّة، أو انسداد ناجم عن سرطان القولون.

### الأسباب الهضمية
- أورام القولون
- داء كرون
- تشنج القولون
- شق شرجي أو باسور
- إمساك أولي لأسباب نفسية أو اجتماعية

### الأسباب غير الهضمية
- النظام الغذائي:

قد يكون النظام الغذائي سبب للإمساك أو سبب يؤدي إلى تفاقمه عند اتباع نظام غذائي منخفض الألياف الغذائية، أو منخفض السوائل.
- الأدوية: أشهر الأدوية المسببة للإمساك هي المهدئات ومضادات التشنج
- أسباب غدية: قصور درق، فرط نشاط جارات الدرق يؤدي لفرط كالسيوم وزيادة التقلصات القطعية، داء السكري المسبب لاعتلال أعصاب سكري.
- اضطراب الشوارد: فرط الكالسيوم أو نقص البوتاسيوم.
- أسباب عرضية: الحمل، بعد العمليات، امتناع المريض عن الطعام.

## أعراض الإمساك
- اصفرار الوجه.
- اكتساء اللسان بطبقة لها طعم كريه.
- الصداع.

## علاج الإمساك
- تنظيم الغذاء.
- مزاولة الرياضة، لتنبيه الكبد كي يقوم بإفراز الصفراء التي تساعد العفج على هضم الطعام بشكل جيد.
- إدخال المواد النباتية في الطعام (حساء الخضار)، الخبز الأسمر، الخضروات الطازجة.
- احتساء كميات كبيرة من الماء.وتناول الخس، تناول ملين بسيط في حالات الإمساك المزمنة.

## علم الأوبئة
الإمساك هو الشكوى الأكثر شيوعا في الجهاز الهضمي في الولايات المتحدة وفقا لبيانات الاستطلاع. حسب التعريف المستخدم، فإنه يحدث في 2% إلى 20% من السكان. إنه أكثر شيوعا في النساء، كبار السن والأطفال. الأسباب التي تجعله يصيب كبار السن كثيرا هي ازدياد المشاكل الصحية مع التقدم في العمر وانخفاض النشاط البدني.
- 12% من السكان في جميع أنحاء العالم أعلنوا إصابتهم بالإمساك.[24]
- الإمساك المزمن مسؤول عن 3% من جميع الزيارات السنوية إلى عيادات الأطفال الخارجية
- تكاليف الرعاية الصحية الخاصة بالإمساك تبلغ 6.9 مليار دولار سنويا في الولايات المتحدة
- أكثر من 4 ملايين أمريكي لديه إمساك متكرر، وهذا يمثل 2.5 مليون زيارة للطبيب سنويا.
- ينفق حوالي 725 مليون دولار على المنتجات الملينة كل عام في الولايات المتحدة.